# Буртоукладальна машина
Буртоукладальна машина (БУМ, Автомобілерозвантажувач) — комбінована вантажопідіймальна машина для підіймання, розвантаження вантажних автомобілів з відкритим кузовом та формування з вантажу буртів для його довготривалого зберігання. Призначена передусім для спорудження буртів із коренеплодів. У процесі розвантаження та формування конструкцій буртів машина також здійснює очищення коренеплодів від різноманітних домішок та ґрунту.
У промисловості машина зазвичай використовується для укладання буртів з цукрового буряка для його довготривалого зберігання перед переробкою на цукрових заводах.

## Конструкція
В основу машини входить рама, на якій розміщені: майданчики для поздовжнього та бічного розвантаження з приймальними бункерами, конвеєрна стрічка для транспортування коренеплодів по механізму і викидання на бурт, пристрій для очищення коренеплодів зі змінними сепаруючими елементами.

## Принцип роботи
Вантажний автомобіль розміщується на одному з майданчиків розвантаження, де закріплюється для вертикального розвантаження кузова, після чого майданчик змінює кут нахилу відносно рами буртоукладальної машини. У результаті підйому та зміни кута вантаж із кузова розвантажується у приймальний бункер, після чого транспортується конвеєрною стрічкою до блоку очищення, де спеціальна сепараційна машина здійснює його механічне очищення. Після очищення коренеплоди проходять далі конвеєром до спеціального формувального «хобота», який рівномірним викиданням вантажу формує бурт.